# Sergej Vasiljevič Ačkasov
Sergej Vasiljevič Ačkasov, (rus. Ачкасов, Сергей Васильевич) sovjetski vojaški pilot in letalski as, * 1919, † 19. marec 1943 (KIA).
Ačkasov je v svoji vojaški karieri dosegel 8 samostojnih in 2 skupni zračni zmagi.

## Življenjepis
Med drugo svetovno vojno je bil pripadnik 16. in 175. lovskega letalskega polka.
Opravil je 160 bojnih poletov.

## Odlikovanja
- heroj Sovjetske zveze